# Церковь Димитрия Солунского в Дымковской слободе
Церковь Димитрия Солунского в Дымковской слободе — пятиглавый православный храм в городе Великий Устюг, построенный в самом начале XVIII века. Памятник культурного наследия федерального значения.

## История храма
Ансамбль храмов бывшего села Дымково расположен на правом берегу реки Сухоны. Некоторые краеведы утверждают, что деревянные церкви были возведены здесь ещё в конце XIV века в память об участии устюжан в Куликовской битве. Храмы не раз подвергались пожарам. В 1539 году, как свидетельствует летопись, татары сожгли две деревянные церкви в Дымковской слободе.
Начало строительства холодной каменной церкви в Дымкове состоялось 6 апреля 1700 года. Завершилось строительство в 1708 году. По окончании отделочных работ было произведено освещение храма во имя великомученика Дмитрия Солунского, чин совершил преосвященный Иосиф, архиепископ Великоустюжский и Тотемский 6 июля 1709 года. В середине XVIII века рядом в южной стороне была построена тёплая церковь во имя преподобного Сергия Радонежского.
В 1859 году купцы Илья Яковлевич Грибанов и Павел Максимович Жилин сделали пожертвования на строительство каменной ограды вокруг церквей. Здесь были обустроены с восточной и южной стороны ворота, а также установлены две небольшие башенки на юго-восточном и северо-восточном углах.
В 1929 году храм был закрыт. В советское время строение использовалось под библиотеку, музей, клуб и даже санаторий. Некоторое время здесь были обустроены складские помещения. В настоящее время строение церкви Дмитрия Солунского принадлежит на праве оперативного управления Великоустюгскому государственному музею-заповеднику.
В 1984 году церковь подверглась нападению. Были похищены десять икон праздничного чина, все они переправлены за рубеж. Произведения были найдены в частной коллекции и выкуплены Михаилом Юрьевичем Абрамовым, а в 2012 году переданы безвозмездно в Великоустюгский государственный музей-заповедник.

## Архитектура
Храм Дмитрия Солунского принадлежит к памятникам переходного периода от местных традиций XVII века к образцам эпохи барокко. Сооружение являлось главным храмом прихода.
Декорированные изразцы фризы и два ряда закомар завершают основной объём храма и его двухсветный четверик. Венцом здания служат пятиглавие на восьмигранных барабанах. Кованые кресты с сиянием венчают эти барабаны. Трёхапсидный алтарь примыкает к церкви с востока, а трапезная в один этаж и высокая шатровая колокольня находятся с западной стороны.
Декор здания имеет оригинальности и своеобразия: северная сторона стены лишена украшений, а на других фасадах пилястры декорированы спаренными полуколоннами и ширинками. Фигурный кирпич нескольких типов обрамляет наличники окон. Перспективные порталы из фигурного кирпича украшают южный и западный входы. Живописное крыльцо-сень с витыми столбами выстроено на южной стороне. Ширинки и карнизы скромно украшают колокольню.
Хорошо сохранившийся интерьер является особенностью храма. Возведённый в XVIII веке барочный золочёный резной иконостас размещён в главном храме. Иконостас имеет пять ярусов, которые разделены горизонтальными карнизами, по вертикали расположены колонки. Ещё один двухъярусный иконостас размещён в трапезной, он сделан в XIX веке.
В киоте над алтарём на восточном фасаде находится пятиметровая фреска с многофигурной композицией: в центре изображён Спас-Вседержитель, над которым в облаках — Господь Саваоф и Святой Дух, два ангела.
В XX веке при советской власти с колокольни убрали 8 колоколов. Была полностью уничтожены деревянная лестница и кованая решетка прохода к киоту над алтарём. Демонтирована каменная ограда, в память о которой остались лишь ворота и частично сохранившаяся угловая юго-восточная башенка.